# Arima Yoriyasu

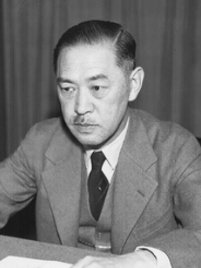
Arima Yoriyasu

Arima Yoriyasu (japanisch 有馬 頼寧; geboren 17. Dezember 1884 in Tokio; gestorben 9. Januar 1957 daselbst) war ein japanischer Politiker und Landwirtschaftsexperte.

## Leben und Werk
Arima Yoriyasu war ein Nachkomme der Fürstenfamilie Aramima, die in Kurume residierte. Er besuchte die Adelsschule Gakushūin in Tokio. Es folgte ein Studium der Landwirtschaft an der Universität Tokio, das er 1910 abschloss. Bis 1917 war er im Landwirtschaftsministerium tätig, begann dann an seiner Alma Mater als Assistenzprofessor zu lehren. Zusammen mit Kagawa Toyohiko, Kawakami Hajime und anderen gründete er die „Nihon Nōmin Kumiai“ (日本農民組合), die „Japan Farmers’ Union“. 1924 wurde er als Mitglied des Rikken Seiyūkai ins Unterhaus des Parlaments gewählt.1929, als er Chef des Hauses Arima wurde, wechselte er ins Oberhaus.
Als Vertrauter des Premierministers Konoe Fumimaro wirkte er 1937 als Minister für Landwirtschaft und Forsten im 1. Konoe-Kabinett. 1940 wurde er Direktor der Imperial Rule Assistance Organisation, trat aber schon nach fünf Monaten unter dem Druck der rechten Seite zurück.
Nach Ende des Pazifikkrieges wurde Arima als Kriegsverbrecher festgenommen, kam aber nicht vor Gericht. 1955 wurde er Präsident der „Nihon chūō keiba kai“ (日本中央競馬会), der japanischen Zentralvereinigung für Pferderennen. Ihm zu Ehren wird das „Arima Gedächtnisrennen“ (有馬記念競走, Arima kinen kyōyō) durchgeführt.